# Emine Sevgi Özdamar
Emine Sevgi Özdamar, née le 10 août 1946 à Malatya (Turquie), est une écrivaine, actrice et metteuse en scène germano-turque. Elle a vécu durant son enfance en Turquie, jusqu'à l'âge de vingt ans environ, avant de quitter son pays pour l'Allemagne.

## Biographie
Née en 1946, elle grandit dans différentes villes de Turquie,. 
De 1965 à 1967, elle se rend une première fois en Allemagne, intéressée par les auteurs et la scène théâtrale de ce pays. Elle travaille dans une usine de Berlin dans cette même période dans des conditions pénibles. 
De 1967 à 1970, elle fréquente l'école d'art dramatique d'Istanbul. Elle milite au Parti ouvrier, mais le coup d'État de 1971 impose une dictature. 
En 1976, elle retourne en Allemagne et obtient ses premiers rôles d'actrice professionnelle, dont le rôle de Charlotte Corday dans Marat-Sade de Peter Weiss et de la veuve Begbick dans Mann ist Mann, la pièce de Bertolt Brecht. 
À partir de 1976, elle travaille pour le metteur en scène Benno Besson et pour Matthias Langhoff à la Volksbühne, à Berlin-Est. Les rôles s'enchaînent. 
De 1979 à 1984, elle joue notamment avec Claus Peymann en tant qu'actrice au Schauspielhaus Bochum.A la demande de cette compagnie théâtrale, elle écrit en 1982 sa première pièce, Karagöz in Alemania. Elle choisit d'écrire en allemand. La pièce est mise en scène par elle à Francofrt en 1986.
Elle écrit d'autres pièces et par la suite, à partir de 1992, des romans et des nouvelles, des œuvres plusieurs fois primés. 
En 2022, elle remporte le prix Georg Büchner. 
Elle est mariée au scénographe allemand Karl Kneidl. 

## Œuvres
- Karagöz in Alamania, 1982.
- Mutterzunge, 1990 (ISBN 3-88022-106-5)
- Keloğlan in Alamania, die Versöhnung von Schwein und Lamm, 1991.
- Das Leben ist eine Karawanserei, hat zwei Türen, aus einer kam ich rein, aus der anderen ging ich raus, 1992 (ISBN 3-462-02319-5).
- Die Brücke vom Goldenen Horn, 1998 (ISBN 3-7632-4802-1).
- Der Hof im Spiegel, 2001 (ISBN 3-462-03001-9).
- Seltsame Sterne starren zur Erde. Wedding – Pankow 1976/77., 2003 (ISBN 3-462-03212-7).
- Emine Sevgi Özdamar et Corakli Sahbender, Araf'takiler – Hayatları Roman olanlardan, Erzurum-Türkei, 2004.
- Sonne auf halben Weg: die Istanbul Berlin Trilogie, Kiepenheuer & Witsch, 2006 (ISBN 3-462-03752-8).
- Kendi Kendinim Terzisi Bir Kambur, Ece Ayhan'lı anılar, 1974 Zürih günlüğü, Ece Ayhan'ın makrupları, Istanbul, 2007 (ISBN 978-975-08-1305-4).
- Uwe B. Carstensen et Stefanie von Lieven, Perikizi. Ein Traumspiel, Frankfurt, 2010 (ISBN 978-3-596-18540-5).
- Ein von Schatten begrenzter Raum ("Espace bordé d'ombres"), roman, Berlin, Suhrkamp, 2021.

### Œuvres traduites en français
- "Ahmet le Tcherkesse", traduction Nicole Bary, LITTERall 5, p. 19-28.
- La Vie est un caravansérail [« Das Leben ist eine Karavanserei »] (trad. Colette Kowalski), Éditions Zoé, 1997 (OCLC 606291903)[1]
- Le Pont de la Corne d'Or [« Die Brücke vom Goldenen Horn »] (trad. Nicole Casanova), Éditions Pauvert, 2000 (ISBN 978-2720213946)
- "Visages en visite", traduction Karin Dizet-Nimeskern, in Siècle 21, "Ecrivains contemporaines de Berlin", automne-hiver 2008, p. 56-62.
- Carrière d'une femme de chambre (trad. Solange Arber), LITTERall 22 (2010), p. 13-28.
- Langue de la mère (trad. Bernard Banoun e.a.), la mer gelée « Maman », 2018.
- Dans l'entracte de l'enfer (trad. Bernard Banoun), la mer gelée « FROID », 2021.
- extrait du roman Espace bordé d'ombres, trad. et présentation Bernard Banoun, Mémoires en jeu 19 (2023)
- Discours de réception du prix Georg-Büchner, trad. Bernard banoun, LITTERall 30 (2023).
- "Mon Kafka", trad. Bernard Banoun, Europe, automne 2024.

## Récompenses et distinctions
- 1991 : Prix Ingeborg Bachmann
- 1993 : Prix Walter Hasenclever de la ville d'Aix-la-Chapelle
- 1999 : Prix Adelbert-von-Chamisso
- 1999 : Prix Literatour Nord
- 2001 : Prix de l'artiste féminine du Land de Rhénanie-du-Nord-Westphalie
- 2004 : Prix Kleist
- 2009 : Prix Fontane
- 2010 : Médaille Carl Zuckmayer
- 2012 : Prix Alice Salomon
- 2021 : Prix Roswitha[7] (prix littéraire attribué à des femmes)
- 2021: Prix du livre bavarois dans la catégorie « Littérature » pour Ein von Schatten begrenzter Raum[8]
- 2022 : Prix Georg Büchner[9],[10]
- 2022 : Prix Schiller de la ville de Mannheim[11]